# Z-8 (航空機)
Z-8
Z-8K
- 用途：輸送・哨戒
- 分類：大型ヘリコプター
- 製造者：昌河飛機工業公司
- 運用者： 中国(中国人民解放軍)
- 初飛行：1985年12月
- 生産数：200機以上
- 運用開始：1989年8月
- 運用状況：現役
- 原型機： SA 321 シュペルフルロン

Z-8（Zhisheng-8, 簡：直升-8、繁：直昇-8型）は、中国の昌河飛機工業公司（CHIAC）が、フランスのユーロコプターSA 321 シュペルフルロンをライセンス生産した大型ヘリコプターである。

## 概要
Z-8は1970年後半にフランスから購入したSA 321をベースに制作されたヘリコプターであり、今まで中規模のヘリコプターを制作した事の無い中国にとって大きな機会となった。機体は三発機となっており、3基のWZ-6ターボシャフトエンジンを搭載しており、巡航速度は248km/h、航続距離は1,400kmとなっている。
武装はA244短魚雷とET52短魚雷を搭載でき、YJ-83K空対艦ミサイルを搭載する可能性も指摘されている。また吊下式ソナーとしてフランスのHS-12を搭載している。

## バリエーション
Z-8A
輸送モデル。少数のみが採用された。サイドフロートとノーズレーダーを装備しており、1955年に初飛行したとされている。だが、この機体は多くのメンテナンスを必要とし、空中で失速しやすい問題なども抱えていた為中国人民解放軍からの評価は芳しく無く、現在は他のバリエーションが中国人民解放軍で使用されており、後継機としてZ-18も使用されている。
Z-8B
輸送モデル。重量を減らす為フロートが取り除かれ、グラスコックピット化がなされた。しかし、最近のZ-8Bでは海上での生存性を向上させる為フロートを再び付けた機体も確認されている。
Z-8F
カナダのプラット・アンド・ホイットニー・カナダ PT6エンジンを搭載したモデル
Z-8K/KA
中国人民解放軍海軍向けの捜索救助モデル。FLIR、サーチライト、ホイスト、フレアディスペンサーを装備している。
Z-8S
Z-8K/KAのFLIRやアビオニクスをアップグレードしたモデル。
Z-8JA
海軍向けモデル。緊急時に海面への着陸が可能。
Z-8JH
海軍向けの捜索救助モデル。機内に医療機器を備えている。
Z-8G
陸軍向けの輸送モデル。2014年後半から高地での作戦用に評価がされていた。機体はPT6B-67Aターボシャフトエンジンを搭載しており、Z-18なとど比較してMi-17に似た機首の形状となっており、飛行中の抗力を軽減する事が目的とされている。尾部にはGPSアンテナが搭載されており、長距離通信が可能となっている。さらに、一部のZ-8Gはフレア/チャフディスペンサーに加え、機体後部にMAWS、RWR、LWRセンサーを搭載、コックピットの窓の下には装甲板が取り付けられている。中国人民解放軍陸軍のZ-8A/Bを置き換える予定とされている｡
Z-8GD
電子戦機モデル。機体の両側に円筒形のアンテナを装備しており、追加されたアンテナなどによって機首下のレーダーは撤去された。
Z-8L
輸送モデル。機体に大型のスポンソンをシコルスキー S-92 やベル 222の用に燃料タンクとして備えており、これにより貨物スペースの容積が増加し、輸送可能な貨物か増加した。機体はZ-8Gと同様にMAWSなどを装備しており、一部の機体はPT6B-67AエンジンがWZ-6Cエンジンに変更されている｡

## 仕様
- 乗員 = 2名
- 定員 = 27名の兵士または15名の担架
- 全長 = 23m
- 全幅 = 5.2m
- 全高 = 6.76m
- メインローター枚数 = 6枚
- テイルローター枚数 = 4枚
- メインローター直径 = 18.9m
- テイルローター直径 = 4m
- 燃料搭載量 = 3,900L
- 空虚重量 = 6,980Kg
- 最大離陸重量 = 10,592Kg
- エンジン = プラット・アンド・ホイットニー・カナダ PT6ターボシャフトエンジン ×3基またはWZ-6 ×3基
- 出力 = 各1,512hp (1,128kW)
- 最高速度 = 315km/h
- 巡航速度 = 266km/h
- 実用上昇限度 = 3,100m
- 上昇率 = 690m/min
- 武装 = A244短魚雷、Yu-7短魚雷
- ミサイル = YJ-81またはYJ-83K

## 運用国
中国
中国人民解放軍陸軍 - 中国人民解放軍海軍 - 中国人民解放軍空軍